# Pókselyem

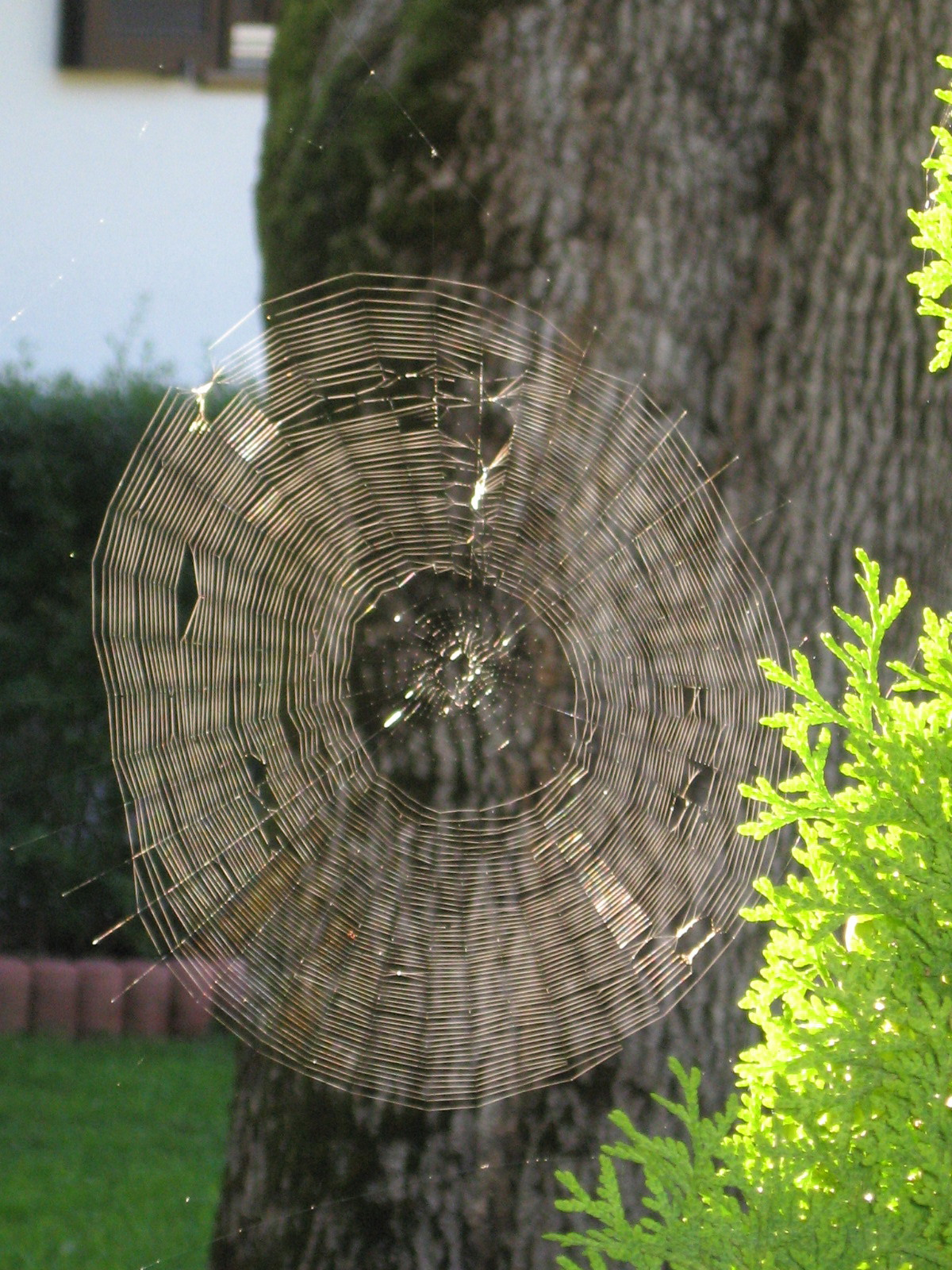
Kerekhálós pók hálója

A pókselyem vékony, erős fehérjeszál, amit a pókok választanak ki az utótestük végében lévő szövőmirigyekben. Sok fajuk ebből szövi a zsákmány megfogására szolgáló hálót, más fajok háló nélkül vadásznak. A selymet használják közlekedésre, fészekkészítésre és az áldozat becsomagolására is.

## Kialakulása
A pókok ősei a selymet szaporodásukhoz kezdték el használni. A hímeknek az ejakulátumot az utótest alsó oldalán lévő elsődleges nemi szervekből a tapogatók végén lévő másodlagos szaporító szervekhez kellett juttatniuk. A nőstények a selymet a petecsomók védelmére kezdték használni. Később jött a menedékhelyek kialakítása, a vadászat, feromonhordozóként az azonos fajú egyedek kommunikációja, a biztonsági szál és a szállítóeszköz funkció (a szél hátán utazáshoz).

## Tulajdonságai
Pókselyem szálakat csak a pókok állítanak elő, és nagyon valószínű, hogy ez a képességük tette őket ennyire fajgazdag, gyakorlatilag minden szárazföldi élőhelyen előforduló csoporttá. Egyes selyemszálaik szakítószilárdsága megközelíti az acélszálakét, miközben rugalmasabbak azoknál. A pókfonal minden más anyagnál több energiát képes elnyelni, mielőtt elszakadna; ennek oka különleges szerkezetében keresendő.
A pókselyem szálai rendkívül vékonyak (átmérőjük legfeljebb 2 µm). Ez nemcsak anyagtakarékos, de láthatóságukat is csökkenti.

## Összetétele
A pókselyem spidroinnak nevezett fehérjék hosszú molekuláiból áll. Ezen egyik csoportja sok alanint tartalmaz; ezek anyaga szilárd szerves kristályokba rendeződik. A kristályos szerkezet növeli a szilárdságot, gátolja a molekulák szétszakadását. A kristályokat összekötő amorf szakaszokban viszont sok a prolin. Ezek a szakaszok könnyen nyújthatóak, rendkívül rugalmassá teszik a szálakat.